# Bucherer (entreprise)
Pour les articles homonymes, voir Bucherer.
Bucherer est une entreprise de vente au détail d'horlogerie et bijouterie fondée par Carl-Friedrich Bucherer à Lucerne (Suisse), en 1888. Elle est historiquement partenaire de Richemont dans plusieurs pays. La société Bucherer diffuse dès 1924 les montres Rolex. Elle est en 2023 le plus grand distributeur de produits de la célèbre marque de Genève.  
Elle exploite en 2024 près de 100 sites dont quinze magasins en Suisse, treize  en Allemagne, quatre à Londres, trois à Copenhague, un considéré comme une boutique phare à Vienne, un à Paris dans le 9 ème arrondissement, un à New York. Bucherer est considéré par les spécialistes du monde de l'horlogerie comme étant le plus important distributeur de montres et de bijoux au monde.  

## Historique
En 2012, Nathalie Célia est nommée directrice générale de Bucherer France. L’année suivante, en 2013, le groupe inaugure à Paris, au 12 boulevard des Capucines, à deux pas de l’Opéra, la plus grande boutique de montres de luxe au monde. Le bâtiment appartient au groupe horloger Richemont.  
Depuis 2014, Bucherer remet le prix de la montre de l'année lors du Bucherer Watch Award.
En 2017, elle annonce l'acquisition du distributeur d'horlogerie de luxe britannique The Watch Gallery en Grande-Bretagne et reprend ainsi six boutiques de vente à Londres. 
Au début de l'année 2018, elle achète le groupe horloger américain Tourneau et ses 28 points de vente dispersés dans les dix Etats fédérés où ce groupe était présent .
En 2018, elle employait 2400 personnes dans son réseau.
En Mai 2020, Bucherer achète au groupe bijoutier Carat les huit emplacements des bijouteries Kurz, avec son personnel, soit 130 employés et cadres. 
En 2023, le groupe emploie un peu plus de 2000 personnes dans les différents sites où il est présent, soit près de 100 en Europe et aux États-Unis. Son chiffre d'affaires a été évalué en 2022 à environ 2,5 milliards de francs suisses.
Le 25 août 2023,  Rolex - qui, selon les estimations de la banque d'investissement Morgan Stanley et de la société d'études Luxe Conslut, aurait vendu en 2022 plus d'1,2 million de montres pour un chiffre d'affaires de 9,3 milliards de francs suisses, employant 9000 personnes en Suisse et plus de 14000 dans le monde - annonce par un communiqué de presse qu'il rachète Bucherer. La somme relative à cet achat n'a pas été communiquée par Rolex qui a acheté le groupe originaire de Lucerne ni par la société achetée. Toutefois, le site suisse d'informations précises économiques et sociales intitulé " pme.ch " a évalué le 31 octobre 2023 l'achat du groupe Bucherer à une somme de 3 milliards de francs suisses. Selon une étude faite par la banque Morgan Stanley, Bucherer contribue à environ 10 % du chiffre annuel d'affaires de Rolex. 
Le 6 novembre 2023, le promoteur de la vente du groupe Bucherer au groupe Rolex, Jörg G. Bucherer, sans descendance, décède à l'âge de 87 ans. Sa fortune personnelle a été évaluée au lendemain du décès par une journaliste suisse, au sein du site " watchtime.net " à plus de 2,2 milliards de francs suisses.